# Calvin S. Brice
Calvin S. Brice (Denmark Township, 1845. szeptember 17. – New York, 1898. december 15.) az Amerikai Egyesült Államok szenátora (Ohio, 1891–1897).